# إسماعيل المحلاتي
محمد إسماعيل بن محمد علي المَحَلّاتي (7 أبريل 1853 - 11 أكتوبر 1924) فقيه إيراني. ولد في محلات ودرس في طهران على والده، ثمّ في بروجرد ثم في سامراء حضر على محمد حسن الشيرازي مدّة طويلة ثم في النجف. استقل بالبحث والتدريس والتأليف وحقق في الفقه وأُصوله والكلام وعلم الرجال. توفي في النجف ودفن بالعتبة العلوية. له أنوار العلم والمعرفة في أُصول الدين والدرر اللوامع و  نفائس الفوائد. 

## سيرته
ولد محمّد-إسماعيل بن محمّد-عليّ بن زين العابدين المحلاتي يوم 28 جمادى الاخرة 1269 هـ/ 7 أبريل 1853 م في محلات وتلمذ في طهران على والده العالم، ثمّ هاجر في حياته إلى بروجرد وأخذ على علمائها. ثم إلى سامراء سنة 1293 هـ وحضر على محمد حسن الشيرازي مدّة طويلة، ثمّ إلى النجف وحضر بحث حبيب الله الرشتي. استقل بالبحث والتدريس والتأليف وحقق في الفقه وأُصوله والكلام والرجال مشتغلا بالوظائف الشرعية.

توفي بالنجف 13 ربيع الأوّل سنة 1343 هـ/ 11 أكتوبر 1924م ودفن في العتبة العلوية بالصحن الشريف بحجرة رقم 2.

## مؤلفاته
- أنوار العلم والمعرفة في أُصول الدين
- تنقيح الأبحاث في النفقات الثلاث : نفقة الزوجة والأقارب والمماليك
- الدرر اللوامع في جملة من مسائل الفقه وأُصوله والرجال
- الكلمات الموجزة في الفوائد الكلامية والأخلاقية والسياسية والتاريخية
- نفائس الفوائد في مهمات أُصول الفقه.